# Meine Fernhout
Meine Fernhout (Buitenpost, 30 juni 1884 - Bussum, 16 juni 1977) was een Nederlands politicus van de ARP.
Hij werd geboren in de Friese plaats Buitenpost waar zijn vader, Klaas Fernhout Mzn., Nederlands Hervormd predikant was. In mei 1910 werd hij burgemeester van de toenmalige Utrechtse gemeente Tienhoven en in 1914 volgde zijn benoeming tot burgemeester van de gemeenten Mijdrecht en Wilnis. Vanaf mei 1919 was Fernhout veertien jaar de burgemeester van Kampen. In 1933 werd hij burgemeester van de Zeeuwse provinciehoofdstad Middelburg en in maart 1939 van Bussum. Eind 1941, tijdens de bezetting door nazi-Duitsland, nam hij ontslag waarbij hij werd opgevolgd door de NSB'er G. Nieuwenhuys. Na enige vertraging kwam hij pas in juni 1945 na de bevrijding terug als burgemeester, wat hij tot zijn pensionering in de zomer van 1949 zou blijven.
Hij ligt begraven op de Algemene begraafplaats van Bussum.